# Walter Poppe
Pour les articles homonymes, voir Poppe.
Walter Fritz Rudolf Poppe (8 août 1892 à Cassel - 17 août 1968 à Herford) est un Generalleutnant allemand qui a servi au sein de la Wehrmacht pendant la Seconde Guerre mondiale.

## Biographie
Après sa formation de cadet, Walter Poppe s'engage dans l'armée prussienne le 20 janvier 1914 en tant que lieutenant sans brevet. Il rejoint alors le 72e régiment d'infanterie (de), et sert comme Leutnant pendant la Première Guerre mondiale.
Le 12 janvier 1942, il succède à Wilhelm Wetzel comme commandement de la 255. Infanterie-Division entre le Front de l'Est et la France jusqu'à sa dissolution en octobre 1943, date à laquelle il succède à Otto Lasch pour le commandement de la 217. Infanterie-Division sur le front de l'Est, jusqu'à ce qu'il soit aussi démantelé un mois plus tard le 15 novembre.
Il participe à l'opération Market Garden, commandant la 59. Infanterie-Division où il mène ses troupes en franchissant une rivière entre Breskens et Flessingue.
En fin de la guerre, il occupe le commandement de la 467e division d'infanterie.
Après la guerre, il est crédité en tant que « conseiller militaire » sur le film de 1974 Un pont trop loin, même s'il est mort en 1968.

## Promotions
- Leutnant 20 janvier 1914
- Oberleutnant: 18 août 1917
- Hauptmann: 1er avril 1925
- Major: 1934
- Oberstleutnant: 1er octobre 1936
- Oberst 1er juin 1939
- Generalmajor: 1er avril 1942
- Generalleutnant: 1er janvier 1943

## Décorations
- Croix de fer
  - 2e Classe
  - 1re Classe
- Insigne des blessés (1918)
  - en Noir
- Croix d'honneur
- Croix allemande en Or (30 mai 1942)
- Mentionné dans le bulletin radiophonique quotidien Wehrmachtbericht (8 novembre 1943)